# چار ساتیخولا
چار ساتیخولا (به لاتین: Char Satikhola) یک روستا در بنگلادش است که در استان باریسال و در ناحیه باریسال واقع شده است.